# Tovarich
Tovarich és una pel·lícula estatunidenca d'Anatole Litvak estrenada el 1937, segons l'obra Tovarich escrita per Jacques Deval.

## Argument
Claudette Colbert i Charles Boyer, un matrimoni de la noblesa russa, es veuen obligats a fugir del país, després de la Revolució bolxevic de 1917. Una vegada instal·lats a París, i mancats de recursos econòmics, ambdós hauran de posar-se a treballar servint en una casa.

## Repartiment
- Claudette Colbert: La gran Duquessa Tatania Petrovna Romanov
- Charles Boyer: Príncep Michael Alexandrovitch Uratieff
- Basil Rathbone: Comissari Dimitri Gorotchenko
- Anita Louise: Hélène Dupont
- Melville Cooper: Charles Dupont
- Isabel Jeans: Fernande Dupont
- Morris Carnovsky: Chauffourier Dubieff
- Victor Kilian: Gendarme
- Maurice Murphy: Georges Dupont
- Gregory Gaye: Conte Frederic Brekenski
- Montagu Love: Mr Courtois
- Heather Thatcher: Lady Kartegann
- Doris Lloyd: Sra. Chauffourier Dubieff

## Crítica
«L'afortunadisima comèdia de Jacques Deval ha donat vida a aquesta pel·lícula àgil i elegant, divertida i alegre. […] El que en la pel·lícula d'avui destaca és una feliç fusió entre els recursos de la comèdia en si i els recursos, de ritme i de conjunt, pròpies de la millor comèdia cinematogràfica americana. […] Si hi ha una sola cosa que pot fer mal  a la pel·lícula, és el fet que la comèdia és notissima, i això porta a algunes sequencies una mica d'aquell imprevist que, en una actuació plaent i res més, és sempre agradable». (La Stampa del 20/03/1938)

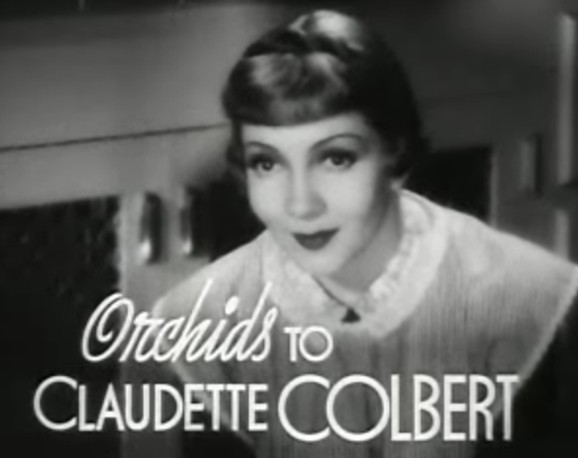
Claudette Colbert
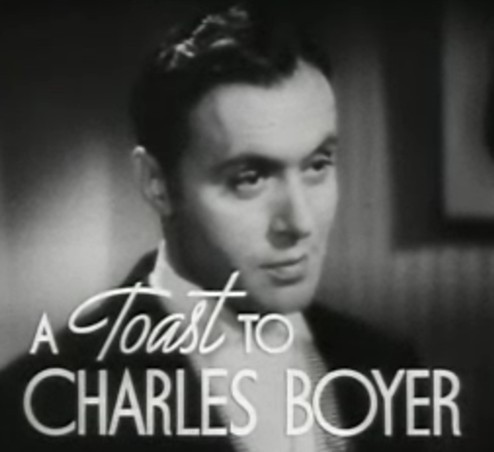
Charles Boyer
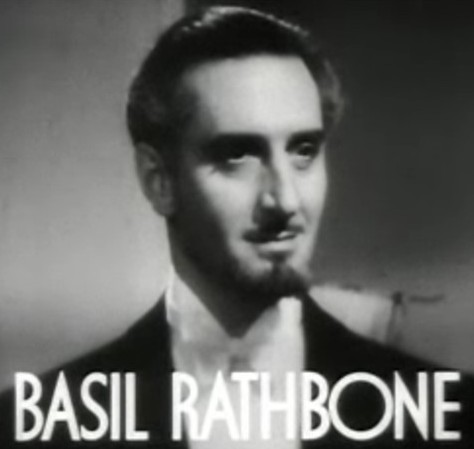
Basil Rathbone
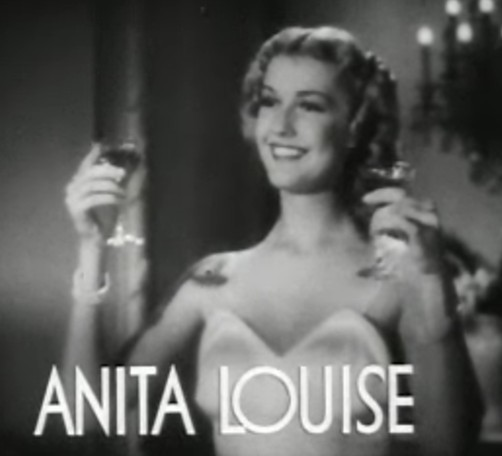
Anita Louise
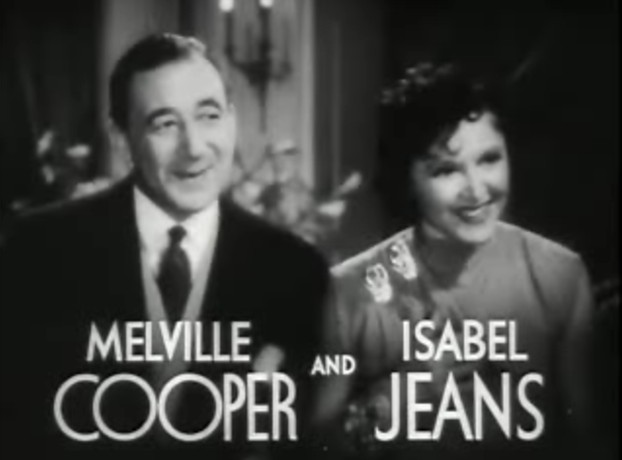
Melville Cooper i Isabel Jeans